# Новодмитрівський
Новодмитрівський — роз'їзд Херсонської дирекції Одеської залізниці на лінії Дубки — Снігурівка між станціями Блакитне (10 км) та Біла Криниця (11 км). Розташований неподалік села Новодмитрівка Бериславського району Херсонської області.

## Історія
Роз'їзд відкритий 1951 року під первинною назвою Платформа 411 км. Сучасна назва — з 1969 року.

## Пасажирське сполучення
Приміське сполучення здійснюється щоденно поїздами:
- Миколаїв-Вантажний — Апостолове (через Миколаїв, Копані, Херсон, Херсон-Східний, Снігурівку);
- Херсон — Апостолове (через Херсон-Східний, Снігурівку).